# Parafia Matki Boskiej Wniebowziętej w Puszczykowie
Parafia Matki Boskiej Wniebowziętej w Puszczykowie – rzymskokatolicka parafia w Puszczykowie, należy do dekanatu lubońskiego.
Do parafii należy cmentarz rzymskokatolicki, gdzie pochowany jest m.in. Arkady Fiedler.